# 利帕尼

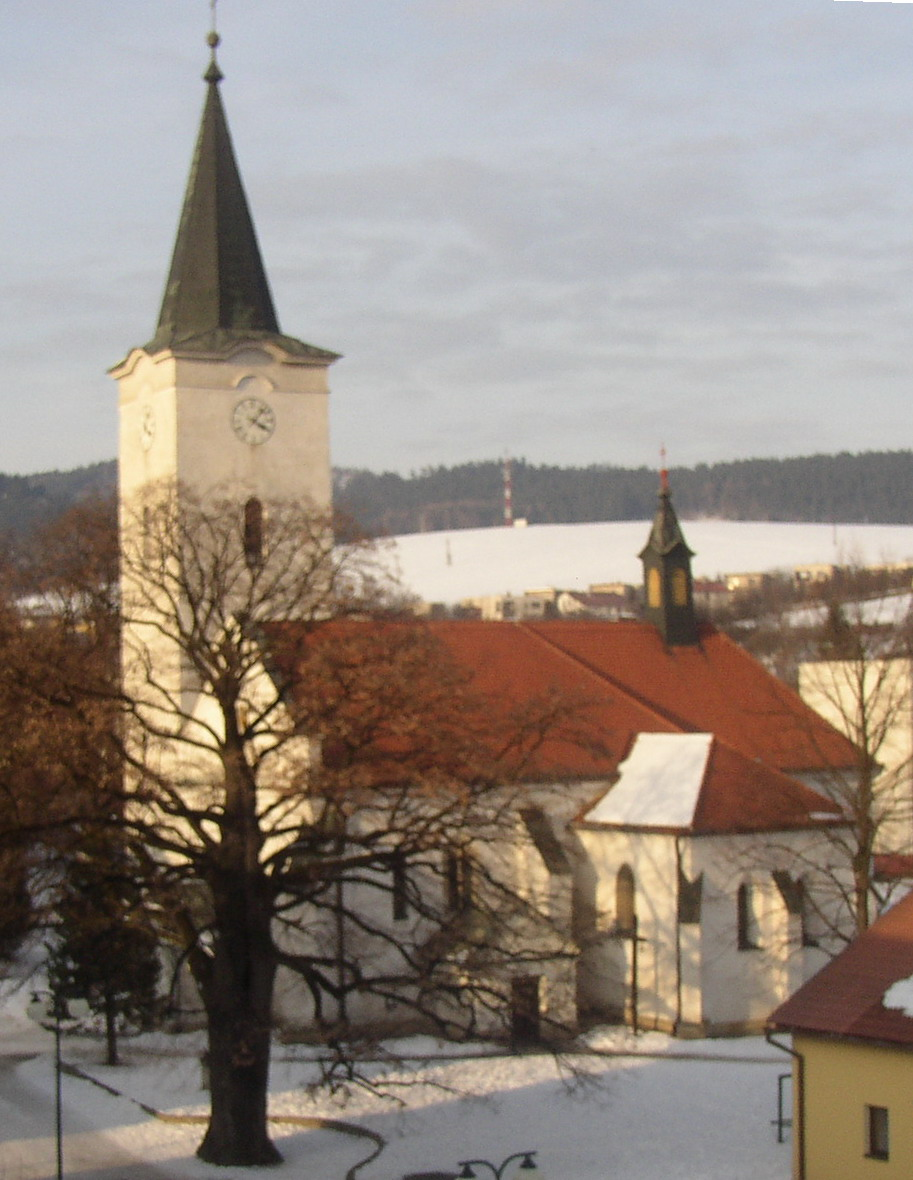

利帕尼是斯洛伐克的城鎮，位於該國東北部，由普列索夫州負責管轄，面積12.65平方公里，海拔高度389米，2007年人口6,423，其中九成居民信奉羅馬天主教。

## 友好城市
- 波蘭皮夫尼奇納-兹德魯伊
- 波蘭穆希納
- 波蘭斯奇茹夫
- 波蘭Gmina Fajsławice
- 波蘭亚斯沃
- 乌克兰胡斯特

## 外部連結
- Town website（页面存档备份，存于）
- Jewish Lipany (formerly Hethars, Hungary)